# Sant Jordi Desvalls
Sant Jordi Desvalls è un comune spagnolo di 634 abitanti situato nella comunità autonoma della Catalogna.